# Lipe (Gospić)
Lipe su gospićko gradsko naselje u užem sastavu grada Gospića, glavnog grada Ličko-senjske županije.

## Poznati ljudi
- Miloš Krpan - osnivača radničkog pokreta Hrvatske i Slavonije, učitelj i novinar.